# Iepifanivka, Kreminna
Iepifanivka (în ucraineană Єпіфанівка) este o comună în raionul Kreminna, regiunea Luhansk, Ucraina, formată numai din satul de reședință.

## Demografie
Componența lingvistică a comunei Iepifanivka
     Ucraineană (94,28%)
     Rusă (5,55%)
     Alte limbi (0,09%)
Conform recensământului din 2001, majoritatea populației comunei Iepifanivka era vorbitoare de ucraineană (94,28%), existând în minoritate și vorbitori de rusă (5,55%).